# فيراسيفين
فيراسيفين (بالإنجليزية: Veracevine)‏ هو قلويد يحدث في بذور «Schoenocaulon officinale»، ويُستخدم كمبيد حشري في الطب البيطري.